# 2008 en Argentine
Cet article présente les faits marquants de l'année 2008 en Argentine.

## Évènements
- Mardi 11 mars 2008 : le gouvernement augmente l'impôt sur les exportations de soja, de tournesol et de maïs, passant de 35 à 44 % dans le but d'inciter les agriculteurs à moins exporter au profit du marché intérieur afin de tempérer la hausse du prix des aliments. Les dirigeants des quatre principales associations agricoles lancent une grève empêchant l'approvisionnement des villes. En quelques jours, les supermarchés manquent de viande, de lait et de légumes frais, alors que le pays est un des plus importants pays agricoles du monde.

- Vendredi 4 avril 2008 : trêve dans le conflit qui oppose depuis trois semaines les confédérations rurales argentines et le gouvernement argentin.

- Vendredi 25 avril 2008 : le ministre de l'Économie, Martin Lousteau, démissionne sur demande de la présidente Cristina Kirchner « au nom de différends sur la mise en œuvre de la politique économique ». Il est remplacé par le directeur national des Impôts, Carlos Fernandez.

- Dimanche 4 mai 2008 : les cendres du volcan Chaitén atteignent le sud du pays (Patagonie) et Buenos Aires quelques jours plus tard.

- Mardi 17 juin 2008 : la présidente Cristina Kirchner dans une allocution télévisée solennelle tente de faire baisser la tension politique. En six mois, sa popularité est passée de 56 % à 20 %, après l'augmentation de l'impôt sur les exportations. Les quatre grèves de l'approvisionnement organisées par les syndicats d'agriculteurs ont désorganisé le pays provoquant des pénuries et les prix des aliments se sont envolés, entrainant une inflation à 25 % pour 2008, alors que la situation économique générale reste positive dans le pays portée par les services et l'industrie.

- Mercredi 12 novembre 2008 : selon des accusations formulées par Elisa Carrio, une dirigeante de l'opposition, l'ancien président Nestor Kirchner, son ministre du plan, Julio de Vido, des hauts fonctionnaires et des hommes d'affaires auraient formé une « association illégale » en vue de commettre des malversations et toucher des pots-de-vin[1].

- Jeudi 18 décembre 2008 : libération controversée de l'ex-capitaine de la marine Alfredo Astiz, surnommé « l'ange blond de la mort » et celle de plusieurs autres officiers, accusés de crime contre l'humanité sous la dictature (1976-1983).

- Mardi 23 décembre 2008 : la justice fédérale ouvre une enquête judiciaire pour corruption  sur l'ancien président Nestor Kirchner, à la suite des accusations formulées par une dirigeante de l'opposition, Elisa Carrio, le 12 novembre.

## Décès
- 9 janvier : Jorge Isaac Anaya, amiral
- 16 mars : Ricardo Cherini, footballeur
- 2 août : Pérez Celis, artiste
- 5 août : Raúl Conti, joueur de football
- 9 novembre : Ljerko Spiller, violoniste, professeur de musique et chef d'orchestre
- 14 décembre : Ricardo Infante, footballeur
- 17 décembre : Héctor Malamud, acteur de théâtre, cinéma et télévision et metteur en scène